# Venetikà
La Venezia (in latino: Venetia, in greco: Βενετικὰ, "Venetikà") fu un distretto dell'Esarcato d'Italia costituito nel 584 dall'imperatore bizantino Maurizio, scorporandolo dalla precedente eparchia Annonaria. Nel 697 il distretto venne eretto a Ducato di Venezia.

## Storia e territorio
La creazione del distretto avvenne nell'ambito di un più generale riordino dei possedimenti imperiali bizantini in Italia conseguente alla disastrosa invasione dei Longobardi, che, iniziata nel 568, aveva rapidamente scacciato i Bizantini da gran parte dell'Italia settentrionale e centrale. La riforma di Maurizio giungeva appena quattro anni dopo il precedente riordino voluto da Tiberio II, operando una frammentazione delle province in realtà più piccole e autosufficienti dal punto di vista difensivo.
La Venetikà si estendeva allora alla sola costa adriatica, con i nuovi centri lagunari sorti a seguito delle invasioni e poche città romane, tra cui Padova, Monselice, Opitergio e Altino. Queste ultime vennero comunque ben presto sottratte ai Bizantini dalla pressione longobarda, costringendoli a ritirarsi nelle lagune, dove maggiore era la protezione costituita dall'ambiente naturale e dalla supremazia marittima imperiale.
Di fronte all'inarrestabile declino del controllo imperiale sull'Italia e alla crescente debolezza dell'Esarcato, minacciato nella sua stessa capitale, Ravenna, attorno al 697 la Venetia venne, al pari di molti altri possedimenti italici, assegnata al governo di un duca: questo nuovo ducato, a mano a mano che si indebolì il controllo imperiale, acquisì sempre maggiore indipendenza, sino a trasformarsi nella Repubblica di Venezia.